# E87号線
E87号線（E87ごうせん、英: European route E87）はウクライナのオデッサからモルドバ、ルーマニア、ブルガリアを経由し、トルコのアンタリヤを結ぶ、欧州自動車道路のAクラス幹線道路。

## 経路

### 経過する主要都市
- ウクライナ
  - オデッサ(E58, E95)
- モルドバ
  - パランカ
- ウクライナ
  - イズマイール - レニ（英語版）
- モルドバ
  - Giurgiulești(E584)
- ルーマニア
  - ガラツィ - トゥルチャ - コンスタンツァ(E60, E81)
- ブルガリア
  - ヴァルナ(E70) - ブルガス(E773) - Marinka - Zvezdec - マルコ・タルノヴォ - ドニ・ヴァクフ - ゼニツァ(E73)
- トルコ
  - デレキョイ - クルクラーレリ - Babaeski(E80) - Havsa - Keşan(E90, E84) - ゲリボル(E90) - Eceabat - 海路 - チャナッカレ - Ayvalık - イズミル(E96, E881) - セルチュク - アイドゥン - デニズリ - Acıpayam - Korkuteli - アンタリヤ